# کانتو شیوزاوا
کانتو شیوزاوا (ژاپنی: 塩沢 敏一; ۲۸ ژانویهٔ ۱۹۵۴ – ۱۰ مهٔ ۲۰۰۰) صداپیشگی در ژاپن، و بازیگر اهل ژاپن بود. وی بین سال‌های ۱۹۷۵ تا ۲۰۰۰ میلادی فعالیت می‌کرد.
از فیلم‌ها یا برنامه‌های تلویزیونی که وی در آن نقش داشته‌است می‌توان به مبارز خیابانی ۲: فیلم پویانمایی، ققنوس ۲۷۷۲، و مشت ستاره شمالی اشاره کرد.